# Короча
Короча (рус. Короча) град је у Русији у Белгородској области. Према попису становништва из 2010. у граду је живело 5877 становника.

## Становништво
| 1939. | 1959. | 1970. | 1979. | 1989. | 2002. | 2010. |
| ----- | ----- | ----- | ----- | ----- | ----- | ----- |
| 5.400 | 3.927 | 5.402 | 5.640 | 5.755 | 6.046 | 5.877 |